# Goede Herderkerk (Bedum)

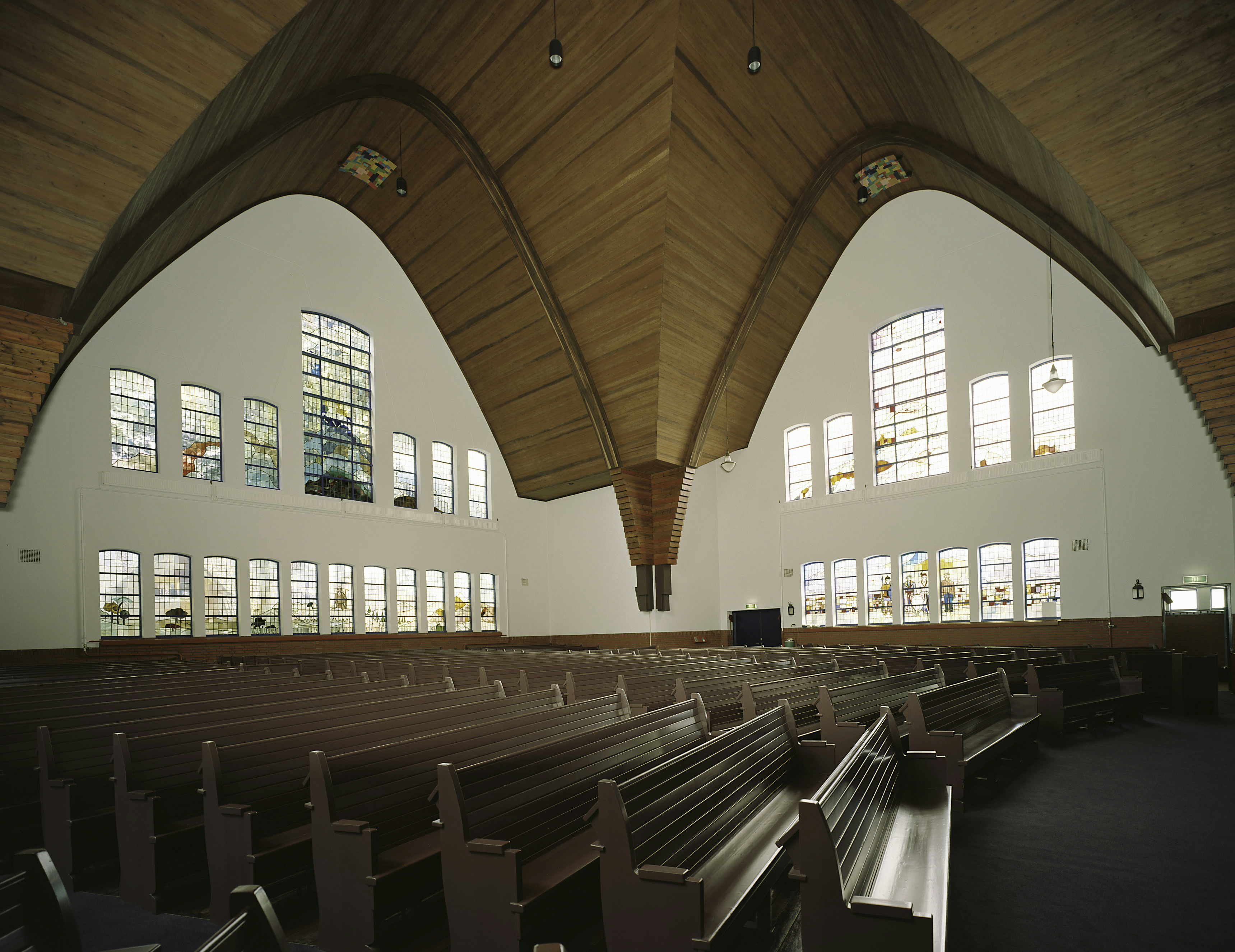
Interieur

Goede Herderkerk (ook wel Noorderkerk) is een gereformeerde kerk in Bedum, in de provincie Groningen. De kerk werd gebouwd tussen 1937 en 1938 en bezit zowel kenmerken van de Amsterdamse School als de Delftse School. Ontwerpend architect was toen onder andere Egbert Reitsma en uitvoerend architect Albert Wiersema.
De plattegrond van de kerk vormt een Grieks kruis met op de zuidoostelijke hoek een toren, aan de zuidkant een aanbouw voor het catechisatielokaal en aan de zuidwestzijde een aanbouw voor de kerkeraadskamer. In de kerk bevinden zich gebrandschilderde glas-in-loodramen.
In 1976 vonden er enkele verbouwingen van de bijruimten aan de westgevel plaats. Sinds 1998 heeft het gebouw de status rijksmonument. In datzelfde jaar werd de kerk overgenomen door de Gereformeede Kerken in Nederland (vrijgemaakt) ter plaatse In 2003 werd de kerk verbouwd en in de originele kleuren hersteld. Vanaf december 2010 was de kerk voor de erediensten gesloten. Sinds februari 2018 wordt de kerk gebruikt voor de erediensten van de Gereformeerde Kerken (hersteld), in 2024 opgegaan in de Gereformeerde Kerken.